# Ramón García Sanz
Ramón García Sanz (Zaragoza, 1948 - Hoyo de Manzanares, Madrid, 1975) fue uno de los últimos activistas políticos antifranquistas a los que se les aplicó la pena de muerte. Murió ejecutado, mediante fusilamiento, el 27 de septiembre de 1975 en Hoyo de Manzanares, Madrid, después del consejo de guerra que se celebró en El Goloso. En esa fecha también fueron ejecutados, además de Ramón García Sanz, los militantes del Frente Revolucionario Antifascista y Patriota, FRAP, José Humberto Baena Alonso y José Luis Sánchez Bravo, y los militantes de ETA Juan Paredes Manot (Txiki) y Ángel Otaegui. Estas fueron las últimas ejecuciones del régimen franquista, poco antes de la muerte del dictador. Estas muertes levantaron una ola de protestas y condenas contra el gobierno de España dentro y fuera del país, tanto a nivel oficial como popular.
Ramón García Sanz, que tenía como alías el apodo de "Pito", era soldador de profesión, miembro del FRAP. Fue acusado y condenado por el atentado que costó la vida al teniente de la Guardia Civil Antonio Pose Rodríguez el 16 de agosto en el Consejo de Guerra celebrado el 26 de agosto de 1975 en El Goloso en Madrid.

## El Consejo de Guerra
El 18 de septiembre de 1975 en el acuartelamiento madrileño de la XII Brigada Acorazada, en "El Coloso" se celebra en Consejo de Guerra contra José Luis Sánchez-Bravo Solía, estudiante de física de 21 años de edad; Manuel Cañaveras de García, estudiante de COU de 20 años de edad; Ramón García Sanz, soldador de 26 años; María Jesús Dasca Pénelas, estudiante de 20 años; Concepción Tristán López, enfermera de 21 años, a quienes el fiscal pide penas de muerte y José Fonfría Díaz, de licenciado en Biológicas y profesor del Instituto de Colmenar Viejo de 29 años de edad a quien piden pena de reclusión de treinta años. Todos son acusados del atentado que costó la vida al Guardia Civil Antonio Pose Rodríguez el 16 de agosto de 1975 en el barrio de El Batan, de Madrid, mediante disparos con una escopeta de cañones recortados.
Señalan a Sánchez Bravo como el responsable del comando del FRAP que realizó el atentado, Manuel Cañaveras es acusado de facilitar el arma, Ramón García de realizar el disparo y Concepción Tristán, previo visto bueno de María Jesús Desea de dar la orden de realizar el atentado.
El Consejo de Guerra es en grado "sumarísimo" por la gravedad extraordinaria de los hechos que provocan una rápida tramitación del mismo. Los trámites son muy rápidos y una vez que hay sentencia esta es comunicada a fiscal y defensas, quienes podrán alegar lo que a su derecho convenga por el término de dos horas, luego pasa al auditor para que este proponga a la Autoridad Judicial resolución que proceda. La Autoridad Militar hace firme la sentencia que es ejecutada rápidamente. En caso de pena muerte se comunica al Gobierno y se espera a la recepción del enterado antes de realizar la ejecución.
El Consejo de Guerra, cuya hora de comienzo estaba señalada a las 9 de la mañana, se retrasa hasta las cuatro y media de la tarde para ampliar el plazo de instrucción de las defensas y están también pendientes de solución sendos escritos de presentados por las defensas, uno de ellos de recusación de los miembros del Consejo y otro de nulidad de las actuaciones por falta de orden constitutivo del Consejo. Se pide pena de muerte para cinco acusados y 30 años de cárcel para José Fonfría.
Los abogados de la defensa son; Juan Lozano Villaplana, Concepción de la Peña, Ventura Pérez Mariño, Pedro González Gutiérrez-Barquín, Juan José Aguire y Pilar Fernández.
Una vez que el presidente del Consejo hizo lectura del apuntamiento, los abogados defensores solicitan la venia para realizar alegaciones, cosa que es denegada por el presidente, ante la insistencia de la presentación de alegaciones el presidente procede a relevar al abogado defensor Juan José Aguire por el suplente. Con la excepción de Pedro González Gutiérrez-Barquín, todos los abogados defensores son relevados por sus suplentes y obligados a abandonar la sala. Los nuevos letrados, los señores Viada, Salas, Listerrí, Satrústegui y señora Sauquillo, también son relevados y sustituidos por comandantes de diferentes armas del ejército que ejercen de defensores de oficio.
El ministerio fiscal realiza el interrogatorio de los encausados los cuales afirman que pertenecen al FRAP y niegan haber participado en el atentado contra Pose Rodríguez señalando además que las anteriores declaraciones, de las que se desdicen, fueron realizadas bajo presión.
José María Fonfría (a quien pedían 30 años de cárcel) declara que él tenía el cometido de robar un coche y que no lo hizo. Que se enteró de la verdadera naturaleza de la acción cuando llegó al lugar, que compró un periódico y se alejó del lugar y oyó tres detonaciones.
Después de un descanso de unas dos horas y media se reanuda el proceso y el fiscal jurídico militar da lectura a las conclusiones definitivas. Afirma en esas conclusiones que Sánchez-Bravo concibió atentar contra el Guardia Civil Pose Rodríguez, e informó de ellos a Cañaveras y García Sanz y a Concepción Tristán, quien se lo dijo a María Jesús Dasca. Fue Concepción Tristán quien ordenó a Sánchez-Bravo planear el atentado y designó a los ejecutores materiales, los encausados García Sanz,
Cañaveras y otra persona, encargando el robo del coche a José Fonfría. Fonfría no realizó su cometido aunque estuvo vigilando mientras se procedía al atentado. El fiscal concluye que los acusados son culpables de terrorismo según el artículo 294 bis, b), número 1, del Código de Justicia Militar.
Los abogados defensores de oficio afirman que sus defendidos no participaron en los hechos y piden la libre absolución o la aplicación de penas que oscilarían de quince años, en el caso de María Jesús Dasca y José Luís Sánchez-Bravo, hasta las de doce años y un día de reclusión para Ramón García Sanz. Para José Fronfría se pide que la absolución o la reclusión menor en el caso de que se estimará que haya habido complicidad. A las nueve de la noche se da por terminada la vista.

### La sentencia
La sentencia del Consejo de Guerra Sumarísimo es la condena a muerte de Concepción Trístán López, enfermera de 21 años; María Jesús Dasca Pénelas, estudiante de 20 años; José Luis Sánchez-Bravo Solla, estudiante de 20 años; Ramón García Sanz, soldador de 26 años y Manuel Cañaveras de Gracía, estudiante de 20 años. José Fonfría Díaz, licenciado en biológicas de 29 años de edad, es condenado a veinte años de reclusión.
Se les encuentra culpables de un delito de terrorismo según el artículo 294 bis del Código de Justicia Militar, al cual se le añaden los agravante de alevosía, premeditación y de haber cometido el delito más de dos personas. Condenan también al pago de una indemnización de a los herederos de la víctima de un millón y medio de pesetas. José fonfría es condenado a 10 años de reclusión al apreciar que no era coautor de los hechos, sino sólo cómplice.
La sentencia se comunica a las ocho y veinte minutos de la mañana a los abogados defensores los que formulan escritos de alegación ante el general auditor dentro del plazo de dos horas que se son asignadas.
Las sentencias se hacen firmes por el ratificado del capitán general de la primera región militar y el "enterado" del Consejo de Ministros.
Las dos mujeres están embarazadas y por lo tanto no se les comunicará la sentencia hasta 40 días después de que den a luz.

### Ratificación de la pena de muerte
El consejo de ministros que se reúne el 26 de septiembre ratifica 5 de las 11 penas de muerte que llegan a su mesa (provienen de los Consejos de Guerra que se han celebrado en Burgos, El Goloso y en Barcelona). Franco reafirma esas cinco penas de muerte y las ejecuciones se realizan al día siguiente.
A las seis y media de la tarde del día 26 de septiembre el ministro de Información y Turismo, Herrera Esteban, lee la nota que dice: 

El Gobierno, en relación con cuatro causas instruidas por la Jurisdicción Militar, por delitos de terrorismo y de agresión a Fuerza Armada, ha tenido conocimiento de las correspondientes sentencias y se ha dado por 'enterado' de la pena capital impuesta a Ángel Otaegui Echeverría, José Humberto - Francisco Baena Alonso, Ramón García Sanz, José Luis Sánchez-Bravo Solías y Juan Paredes Manot. Su Excelencia el Jefe del Estado. de acuerdo con el Gobierno, se ha dignado ejercer la gracia de indulto en favor de los también condenados a la pena capital José
Antón, o Garmendia Artola.  Manuel Blanco Chivite, Vladimiro Fernández Tovar, Concepción Tristán López. María Jesús Dasca Pénelas y Manuel Cañaveras de Gracia.

Después de la lectura de la nota añade: 

La prerrogativa de la que ha usado el Jefe del Estado no comporta una decisión que externa o formalmente haya de ser fundada. Se funda, por tanto, en la facultad de ejercer el derecho de gracia que con arreglo a la ley tiene el Jefe del Estado. Algo más de carácter complementario: de acuerdo con el Código de Justicia Militar, cualquiera que sea la pena impuesta, los trámites de su notificación y cumplimiento corresponden a la autoridad judicial militar del territorio donde se sustanció la causa. Y añadir, por ultimo, que el plazo al que alude el artículo 871 del Código de Justicia Militar, el de doce horas, naturalmente no empieza a contar sino a partir de la fecha de notificación de la sentencia por la autoridad Judicial militar, que es quien dispone cuándo y cómo se notifica. Sobre este tema, les rogaré a ustedes, creo que todos somos conscientes que es importante y delicado, que, salvo alguna precisión de carácter muy concreto, no abriésemos coloquio sobre ello.

El ministro afirma que las ejecuciones se llevaran a cabo de día y con la correspondiente publicidad, tal y como señala el artículo 871 del Código de Justicia Militar.

## La ejecución
El Consejo de Ministros del viernes 26 de septiembre confirma las penas de muerte de cinco encausados. Hay varias protestas de abogados en el Colegio de Abogados de Barcelona y se realizan gestiones con la Santa Sede.
En Barcelona fue ejecutado Juan Paredes Manot, Txiki, de 21 años, y en Burgos, Ángel Otaegui, de 33. Ambos, acusados de pertenecer a ETA. En Hoyo de Manzanares (Madrid), José Luis Sánchez Bravo, de 22 años, Ramón García Sanz, de 27, y José Humberto Baena Alonso, de 24, miembros del Frente Revolucionario Antifascista y Patriota (FRAP).
En Hoyo de Manzanares los fusilamientos los hicieron tres pelotones compuestos cada uno por diez guardias civiles o policías, un sargento y un teniente, todos voluntarios. A la 9.10, los policías fusilaron a Ramón García Sanz. A los 20 minutos, a José Luis Sánchez Bravo y poco después a Humberto Baena. A las 10.05 todo había concluido. No pudo asistir ningún familiar de los condenados, pese a ser "ejecución pública", según marcaba la ley.
Los cadáveres de los tres miembros del FRAP fueron enterrados la misma mañana de su ejecución en Hoyo de Manzanares. Los restos de Sánchez Bravo serían trasladados, posteriormente, a Murcia, y los de Ramón García Sanz, al cementerio civil de Madrid. Los de José Humberto Baena fueron trasladados a Vigo ocho días después, para evitar las manifestaciones y la posibilidad de que hubiese más muertes.

## Reacciones y protestas
Cuando el viernes 26 de septiembre el Consejo de Ministros por unanimidad y siguiendo las directrices de Francisco Franco aprueba el fusilamiento de cinco de los once condenados a pena de muerte se produce una inmensa conmoción. Franco había ignorado todas las peticiones de clemencia que le habían llegado, desde el papa Pablo VI hasta su hermano Nicolás Franco pasando por el primer ministro sueco Olof Palme o el presidente de México Luis Echeverría. Los titulares de la prensa española proclamaban la generosidad del régimen por haber indultado a seis de los once condenados. Bajo el título Hubo clemencia la prensa se plegaba a las consignas del régimen sin que se oyera una palabra disonante.
En el País Vasco se decretaba una huelga general en pleno estado de excepción que era seguida mayoritariamente, por las diferentes ciudades españolas se multiplicaban los paros y las protestas, y en el mundo el clamor contra las ejecuciones no cesaba.
Las irregularidades de los procesos realizados ya habían sido denunciadas por el abogado suizo Chistian Grobet que había asistido como observador judicial al consejo de guerra de Txiki en nombre de la Federación Internacional de Derechos del Hombre y de la Liga Suiza de Derechos del Hombre en cuyo informe del 12 de septiembre dice: 

jamás el abajo firmante, desde que sigue los procesos políticos en España, ha tenido una impresión tan clara de asistir a un tal simulacro de proceso, en definitiva a una siniestra farsa, si pensamos un momento en el provenir que les aguarda a los acusados

El presidente mexicano Luis Echeverría, pide la expulsión de España de las Naciones Unidas. Doce países occidentales retiran sus embajadores de Madrid. Las embajadas españolas de diversas ciudades, son atacadas por los manifestantes que incendian la de Lisboa ante la pasividad de la policía.

### La respuesta del gobierno
La respuesta del régimen es la convocatoria de una manifestación de adhesión en la madrileña plaza de Oriente, manifestación preparada por el teniente coronel José Ignacio San Martín, en la que Francisco Franco, físicamente muy debilitado, acompañado y respaldado públicamente por el entonces príncipe Juan Carlos de Borbón, proclama: 

Todo lo que en España y Europa se ha armao  [sic] obedece a una conspiración masónico-izquierdista, en contubernio con la subversión comunista-terrorista en lo social, que si a nosotros nos honra, a ellos les envilece.

Esta fue la última aparición pública del dictador.

### En el País Vasco
El sábado 27 de septiembre, se da comienzo a una huelga general de tres días de duración. Se estima que pararon más de 200.000 trabajadores. Era la tercera huelga general que se convocaba ese septiembre y ya había habido otras protestas en agosto. Aún estando declarado el estado de excepción en Vizcaya y Guipúzcoa, los talleres y fábricas paran, se cierran los comercios y bares, hasta los barcos de pesca se quedan en puerto. Se realizan manifestaciones en todas las poblaciones importantes, que son reprimidas con violencia por la Policía Armada y la Guardia Civil llegándose a utilizar fuego real. Se realizan funerales en casi todas las poblaciones vascas, en San Sebastián se convoca un funeral para el día 30 a las 19:00 en la catedral del Buen Pastor cooficiado por el Obispo Monseñor José María Setién y otros 30 sacerdotes, pero no se puede celebrar, por estar tomada la plaza y el templo, por la policía. Aun así, se concentra una gran cantidad de personas y los disturbios duran hasta bien entrada la noche. Durante éstos, se producen disparos de bala y un niño es herido. Los disparos de fuego real son comunes en la represión de las manifestaciones.
Los tres días de huelga general se convierten en tres días de protestas generalizadas en las calles de los pueblos y ciudades del País Vasco. La respuesta del gobierno fue el tomar las poblaciones con Policía Armada y Guardia Civil, pero aun así, los disturbios son generalizados en las tres provincias vascas y en Navarra.

### En España
En el resto de España, las protestas son mucho menores. En Barcelona se hicieron diferentes manifestaciones que fueron reprimidas por la policía. Hay protestas en algunas ciudades, pero se logra mantener el orden.
En un hotel madrileño Yves Montand y Costa Gavras presentan un manifiesto contra las condenas apoyado por varias figuras culturales relevantes entre los que se encontraban Jean Paul Sartre, Louis Aragon y André Malraux. Los cineastas fueron expulsados de España.

### En el mundo
La reacción internacional es fuerte, tanto a nivel gubernamental como popular. Los países de la Comunidad Económica Europea piden el indulto de los condenados (expresado en Londres por el embajador italiano), lo mismo que la Santa Sede y las Naciones Unidas. Hay protestas populares casi en todas las ciudades importantes y capitales. Se llega a asaltar o intentar asaltar las embajadas y consulados españoles y se boicotean los intereses de España en algunos lugares como en Francia.
Algunos gobiernos, como el de Noruega, Reino Unido y Holanda, llaman a su embajador en Madrid. En Copenhague, la Alianza Atlántica, aprueba una moción de protesta contra las condenas y exhorta a los países miembros que no hagan nada que pueda favorecer el ingreso de España en ese organismo.
El presidente de México rompe toda relación económica, cultural y de comunicaciones con España (México nunca tuvo relaciones diplomáticas con el régimen Franquista) y solicita que España sea expulsada de la ONU. Las protestas se extienden por todos los países, tanto "occidentales" como "orientales". Son numerosas las manifestaciones y actos de protesta con grandes disturbios.

### Libros
- Carlos López Fonseca (2015), "Mañana cuando me maten. Las últimas ejecuciones del franquismo, 27 de septiembre de 1975."
- Sánchez Erauskin Javier (1978), «El viento y las raíces», (Libro en homenaje a Txiki y Otaegi, y que fue secuestrado y prohibido aquel mismo año. Dos años más tarde, el periodista tuvo que comparecer ante la Audiencia Nacional acusado de «apología del terrorismo» a raíz de aquella publicación, cuyos derechos de autor habían sido cedidos a las madres de Jon Paredes y de Anjel Otaegi).(Ver en línea).
- Sánchez Erauskin, Xabier (2007). Txiki, haizea eta sustraiak. Bilbao: Haizea eta Sustraiak Kultur Elkartea. ISBN 978-84-96536-87-6.

- VVAA: 27 de septiembre de 1975. Cinco héroes del pueblo La primera edición enero de 1976 por la Agencia de Prensa España Popular (A.P.E.P.). La segunda edición se realizó en septiembre de 1978. En septiembre de 2005 se realiza la tercera edición, realizada por Tiempo de Cerezas. Ediciones, respetando íntegramente todos los textos de la segunda edición; algunas de las fotografías e ilustraciones no se han podido reproducir.

### Documentos
- Carta de despedía a sus padres antes de ser fusilado Leer en línea

### Revistas
- Interviu (19/09/2005): Documento en conmemoración del treinta aniversario de los fusilamientos. (Leer en línea) (enlace roto disponible en Internet Archive; véase el historial, la primera versión y la última).
- FRAP, 27 de septiembre de 1975 Grupo Edelvec Edición Vangurdia obrera, Madrid 1985 (Leer en línea)

### Filmografía
- Aguirre, Iñaki: El viento y la raíz (2007). (Ver en línea)
- Dufour, Adolfo: Septiembre del 75 (2008). Ver noticia en línea (enlace roto disponible en Internet Archive; véase el historial, la primera versión y la última).. Página oficial
- García Sánchez, J.L: La noche más larga (1991). Ver en línea